# Герілович Антон Павлович
Антон Павлович Герілович (нар. 4 січня 1981, Мала Данилівка) — український біолог, доктор ветеринарних наук, лауреат Державної премії України в галузі науки і техніки 2009 р., засновник та генеральний директор ПНУ "Науково-дослідний інститут єдиного здоров'я" (2024).

## Життєпис
2002 року закінчив з відзнакою Харківську державну зооветеринарну академію. З 2002 до 2005 року навчався в аспірантурі Національного наукового центру «Інститут експериментальної і клінічної ветеринарної медицини» в Харкові. Працював на посадах молодшого наукового співробітника, наукового співробітника, завідувача лабораторії молекулярної епізоотології та діагностики Інституту. Обіймав посаду заступника директора ННЦ «ІЕКВМ» з наукової роботи з 2013 по 2022 роки.
Президент Громадської організації "Інститут Єдиного Здоров'я" (NGO One Health Institute, http://www.ohinstitute.org.ua/).
У 2024 р. заснував та очолив Науково-дослідний інститут єдиного здоров'я (https://www.onehealthinstitute.org.ua/uk/836-2/)
Доктор ветеринарних наук. Докторську дисертацію захистив 2011 року у спеціалізованій вченій раді ННЦ «ІЕКВМ» за спеціальністю 16.00.03 — ветеринарна мікробіологія, епізоотологія, інфекційні хвороби та імунологія. Професор цією ж спеціальністю з 2015 року. 2016 року обраний членом-кореспондентом НААН за спеціальністю «Ветеринарна медицина» (Інфекційні хвороби тварин, біобезпека та біозахист). Стаж науково-педагогічної роботи: 16 років. Підготував чотирьох кандидатів наук, є науковим керівником п'ять аспірантів та одного здобувача.
Герілович А. П. викладав курси «мікробіологія», «вірусологія» та «біотехнологія» у Харківській державній зооветеринарній академії та Луганському національному аграрному університеті. Герілович А. П. є керівником низки фундаментальних, прикладних та пошукових завдань за напрямами вірусології, молекулярної діагностики та епізоотології, а також молекулярної біотехнології у рамках ПНД НААН 38 «Наукове забезпечення контролю епізоотичного благополуччя тваринництва та систем біологічної  і продовольчої безпеки України»  (Епізоотичне благополуччя, біологічна та продовольча безпека). Герілович А. П. брав участь у виконанні 18 міжнародних проектів, у 6-ти з них був керівником. Бере активну участь у реалізації міжнародного проекту «Зменшення біологічної загрози — технічна підтримка», який фінансується урядом США, а також міжнародної ініціативи «Глобальне партнерство G7», що реалізується за підтримки урядів країн Велікої сімки.
Герілович А. П. є автором та співавтором 320 друкованих праць, у т.ч. 176 — у фахових виданнях України, 11 монографій, одна з яких має гриф МОН України, 21 — у фахових виданнях за кордоном. Герілович А. П. успішно пройшов стажування з проблем біобезпеки, молекулярної діагностики інфекційних хвороб тварин, молекулярної епізоотології інфекційних хвороб тварин, філогенетичного аналізу в Італії, США, Канаді, Польщі, Іспанії, Швеції, Великій Британії. Вільно володіє англійською мовою. Герілович А. П. є членом міжнародних асоціацій з вірусології, молекулярної біології та біобезпеки.
Під керівництвом та за безпосередньої участі Геріловича А. П. підготовлено ряд нормативних документів, зокрема, розроблено 18 методичних рекомендацій, 54 стандартні операційні процедури, 14 Національних та 6 галузевих стандартів України, подано пропозиції щодо змін та  доповнень до Законів України «Про ветеринарну медицину» (2014) та «Про державну систему біобезпеки при створенні, випробуванні, транспортуванні та використанні генетично модифікованих організмів» (2010). Розроблено та зареєстровано в Україні 11 молекулярно-генетичних тест-систем для діагностики інфекційних хвороб тварин.
Герілович А. П. є заступником Голови Спеціалізованої вченої ради Д 64.359.01 з захисту докторських та кандидатських дисертацій за спеціальністю 16.00.03 — ветеринарна мікробіологія, епізоотологія, інфекційні хвороби та імунологія, співголовою редколегії наукового журналу «Journal of veterinary medicine, biotechnology and biosafety».
Лауреат Премії Верховної Ради України найталановитішим молодим ученим в галузі фундаментальних і прикладних досліджень та науково-технічних розробок (2008). У складі авторського колективу ННЦ «ІЕКВМ» Герілович А. П. удостоєний Державної премії України у галузі науки і техніки (2009).
Лауреат Премії Кабінету Міністрів України за розроблення і впровадження інноваційних технологій (2017) за роботу у складі авторського колективу “«Інноваційні біотехнології в системі ветеринарних та санітарно-епідеміологічних заходів щодо розробки засобів моніторингу, діагностики і оздоровлення тваринництва України від туберкульозу».
Одружений, має сина та доньку.